# Costa Brava
Costa Brava (pol. Dzikie wybrzeże, Urwiste wybrzeże) – region turystyczny w północno-wschodniej Hiszpanii (w granicach administracyjnych Katalonii), rozciągający się wzdłuż wybrzeża Morza Śródziemnego.

## Nazwa
Pierwszy raz terminu "Costa Brava" użył kataloński dziennikarz, poeta i polityk Ferran Agulló i Vidal w artykule poświęconym walorom turystycznym tej części wybrzeża, opublikowanym 12 września 1908 na łamach nieistniejącego już barcelońskiego dziennika La Veu de Catalunya). Nazwa jednak przyjęła się dopiero w latach 60. XX wieku, w czasie upowszechnienia się turystyki wakacyjnej w tym regionie. Odtąd pojęcie to funkcjonuje oficjalnie i występuje we wszystkich materiałach promocyjnych, dotyczących tego odcinka wybrzeża.

## Przynależność administracyjna
Costa Brava jest w całości zlokalizowana w granicach administracyjnych Prowincji Girona we wspólnocie autonomicznej Katalonii. Jej północna część leży w comarce Alt Empordà, środkowa – w comarce Baix Empordà, a południowa – w comarce Selva.

## Granice
Właściwa Costa Brava obejmuje 214-kilometrowy fragment wybrzeża od Portbou przy granicy z Francją do ujścia rzeki Tordera (na południe od Blanes). W szerszym ujęciu, do tego regionu turystycznego, poza właściwą Costa Bravą zalicza się również wszystkie kurorty, położone na Costa del Maresme.

## Kurorty[5][6][7]
Comarca Alt Empordà:
- Portbou
- Colera
- Llançà
- El Port de la Selva
- Cadaqués
- Roses
- Castelló d’Empúries
- Empuriabrava
- Sant Pere Pescador
- La Armentera
- L’Escala

Comarca Baix Empordà:
- Torroella de Montgrí
- L’Estartit
- Pals
- Begur
- Palafrugell
- Mont-ras
- Palamós
- Calonge
- Castell-Platja d’Aro
- Sant Feliu de Guíxols

Comarca Selva:
- Tossa de Mar
- Lloret de Mar
- Blanes